# 蒲田江城
蒲田江城（かまたえじょう）は、佐賀県佐賀市佐賀平野にあった日本の城（平山城）。

## 歴史
菊池武安が正平15年（1358年）に築城したとされる。明応年間に崎村城の犬塚家貞の次男・家重が城主となり，西犬塚氏を称した。永禄12年（1569年）に大友義鎮が龍造寺隆信を攻めた際、当城主の犬塚尚重は大友氏に味方し、龍造寺氏側の崎村城主・犬塚鎮直と争って共に戦死した。
尚重の後を継いだ犬塚鎮家は龍造寺氏に追われて筑後国に一時逃亡したが、天正4年（1576年）の有馬義純との戦いに先立って龍造寺隆信は鎮家を呼び戻した。この合戦の功により鎮家は森岳城に移封され、蒲田江城は廃された。